# Butzbacher Zeitung
Die Butzbacher Zeitung ist eine im hessischen Butzbach erscheinende Tageszeitung. Herausgegeben wird sie von der Butzbacher Zeitung GmbH & Co. KG. Die verkaufte Auflage beträgt 4323 Exemplare, ein Minus von 41,7 Prozent seit 1998.

## Auflage und Verbreitung
Die Butzbacher Zeitung hat wie die meisten deutschen Tageszeitungen in den vergangenen Jahren an Auflage eingebüßt. Die verkaufte Auflage ist in den vergangenen 10 Jahren um durchschnittlich 3,1 % pro Jahr gesunken. Im vergangenen Jahr hat sie um 10,3 % abgenommen. Sie beträgt gegenwärtig 4323 Exemplare. Der Anteil der Abonnements an der verkauften Auflage liegt bei 96,7 Prozent. Damit gehört sie zu den kleineren im Altkreis Friedberg (Hessen) erscheinenden Tageszeitungen. Hauptkonkurrent der Butzbacher Zeitung ist die Wetterauer Zeitung.
| 1998 | 1999 | 2000 | 2001 | 2002 | 2003 | 2004 | 2005 | 2006 | 2007 | 2008 | 2009 | 2010 | 2011 | 2012 | 2013 | 2014 | 2015 | 2016 | 2017 | 2018 | 2019 | 2020 | 2021 | 2022 | 2023 | 2024 |
| ---- | ---- | ---- | ---- | ---- | ---- | ---- | ---- | ---- | ---- | ---- | ---- | ---- | ---- | ---- | ---- | ---- | ---- | ---- | ---- | ---- | ---- | ---- | ---- | ---- | ---- | ---- |
| 7419 | 7389 | 7391 | 7302 | 7269 | 7159 | 7028 | 6927 | 6866 | 6826 | 6632 | 6461 | 6353 | 6254 | 6178 | 6026 | 5940 | 5848 | 5733 | 5608 | 5483 | 5358 | 5271 | 5134 | 4962 | 4822 | 4323 |

## Geschichte
Die erste Ausgabe der Butzbacher Zeitung, damals noch unter dem Titel Freier Stadt- und Landbote – Recht, Freiheit und Vaterland, erschien in der Zeit der Märzrevolution, am 18. März 1848. Ab 1856 erschien das Blatt ohne den politischen Untertitel unter dem Namen Wetterauer Bote. Ab 1897 erschien in Butzbach die Butzbacher Zeitung unter ihrem heutigen Namen. In der Zeit des Nationalsozialismus wurde ein Schriftleiter eingesetzt, der eine an die NS-Ideologie angelehnte Publikationstätigkeit kontrollierte. Nach dem Krieg verbot die Besatzungsmacht die weitere Produktion der Zeitung, stattdessen erschienen die Amtlichen Bekanntmachungen für Butzbach. Erst ab Juli 1949 konnte die Butzbacher Zeitung wieder als Tageszeitung für Butzbach und Umgebung erscheinen.